# Fort piechoty rdzenia 4 „Błonia”

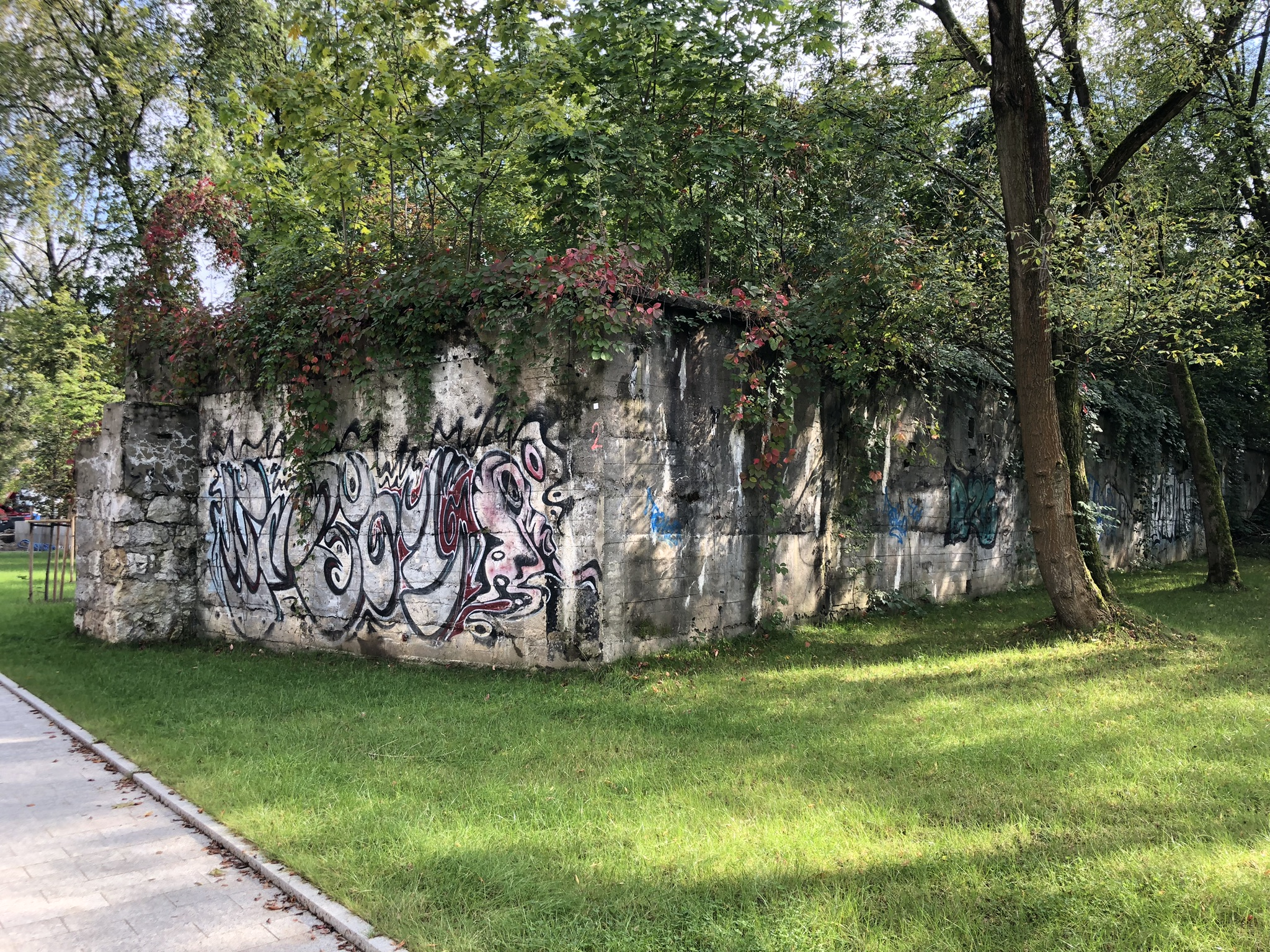
Pozostałości betonowego bloku schronu fortu; widok od zachodu (schron był pierwotnie zakryty ziemnym nasypem)

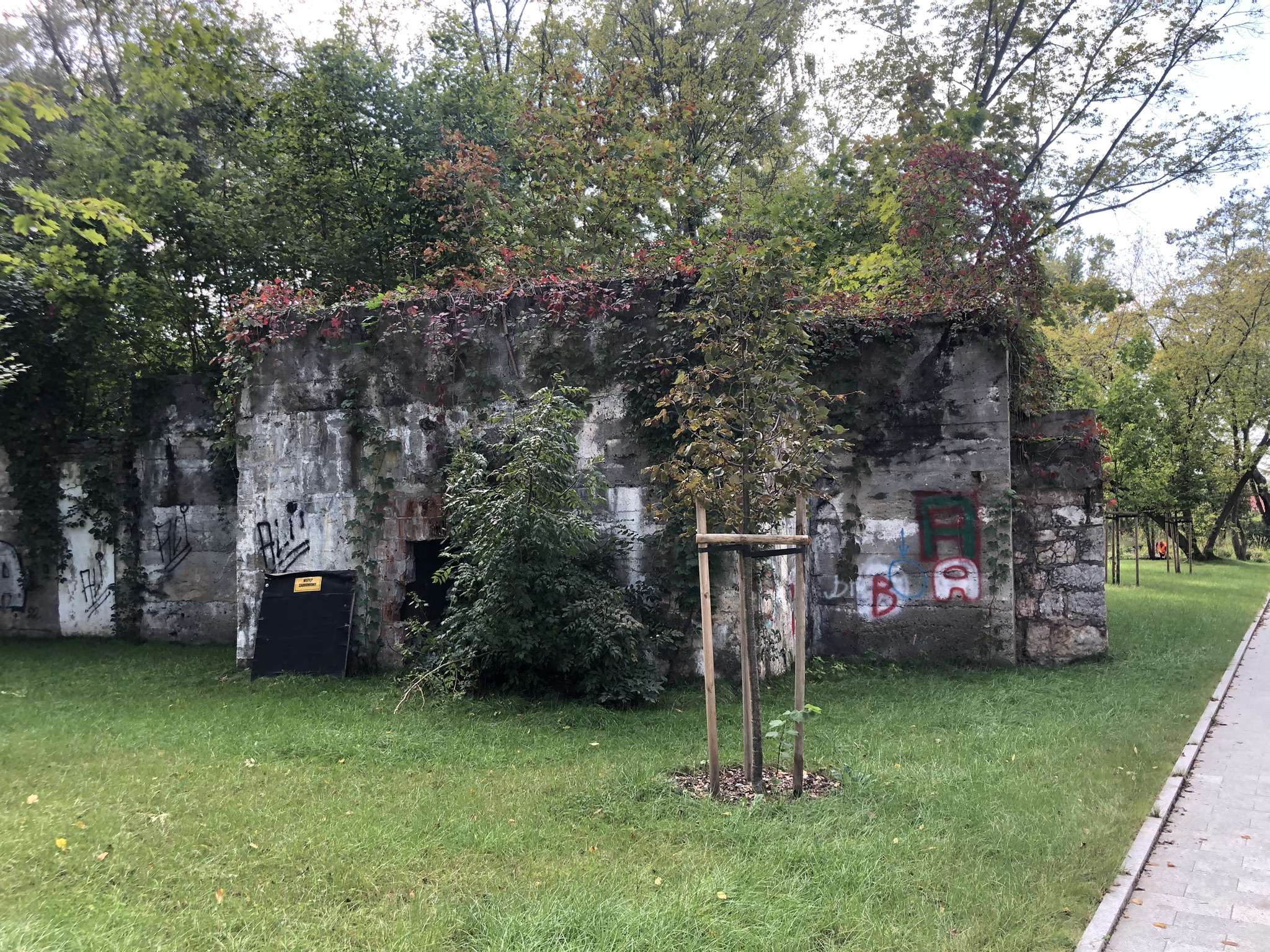
Północne skrzydło schronu fortu; widok od wschodu - widoczne częściowo zamurowane wejście do schronu

Fort 4 „Błonia” (Cichy Kącik) – jeden z fortów Twierdzy Kraków. Powstał około 1908 roku, 
na miejscu dawnego szańca FS 4 z 1855 roku.
W latach 1934–1936 nastąpiła znaczna destrukcja obiektu – wysadzenie poprzecznic i niwelacja wału. Po 1960 r. w forcie mieściła się spółdzielnia studencka. Obecnie obiekt jest w dużym stopniu zdewastowany.
Fort 4 Błonia znajduje się w rogu ulic Piastowskiej i Mydlnickiej w Krakowie.